# Skåtøy
Skåtøy est une île et une agglomération de la commune de Kragerø, dans le comté de Telemark en Norvège. 

## Description
L'île de 7,02 km2 se compose de collines en partie boisées et en partie construites avec des maisons de vacances et des maisons à l'année pour environ 250 résidents permanents.
L'île a été un district scolaire séparé au niveau de l'école primaire jusqu'à aujourd'hui avec l'école Skåtøy avec 40 à 50 élèves. Skåtøy abrite également l'église de Skåtøy, une grande église en bois de 1863. Kragerø Fjordbåtselskap (en) propose des bateaux réguliers et des car-ferries dans l'archipel entre Skåtøy, Bærøy, Tåtøy, Jomfruland, Gumøy, Langøy et la ville de Kragerø.
Skåtøy possède son propre café et sa propre galerie, et une vie culturelle diversifiée tout au long de l'année. De plus, l'île dispose d'une association de bien-être active, d'une base de loisirs Mellommyra, d'un bâtiment polyvalent et d'une maison des associations.
Chaque année depuis 2000, les habitants de Skåtøy organisent le Skåtøy Vise and Poetry Festival à la mi-juillet, avec musique, poésie et concerts.

## Ancienne municipalité
Skåtøy a été séparé de la municipalité de Sannidal en 1882 et était sa propre municipalité jusqu'en 1960.En plus de Skåtøy lui-même, la municipalité comprenait également d'autres îles ainsi que des zones continentales à l'est de la ville de Kragerø, un total de 114 kilomètres carrés. Il y a un cimetière séparé pour la municipalité de Skåtøy à Kalstad à Kragerø, à côté du cimetière de la municipalité de Kragerø.

## Aires protégées
- Réserve naturelle d'Ødegården
- Réserve naturelle de Burøytjern
- Réserve naturelle d'Hellesengtjenna
- Monument naturel de Bråtane

## Galerie

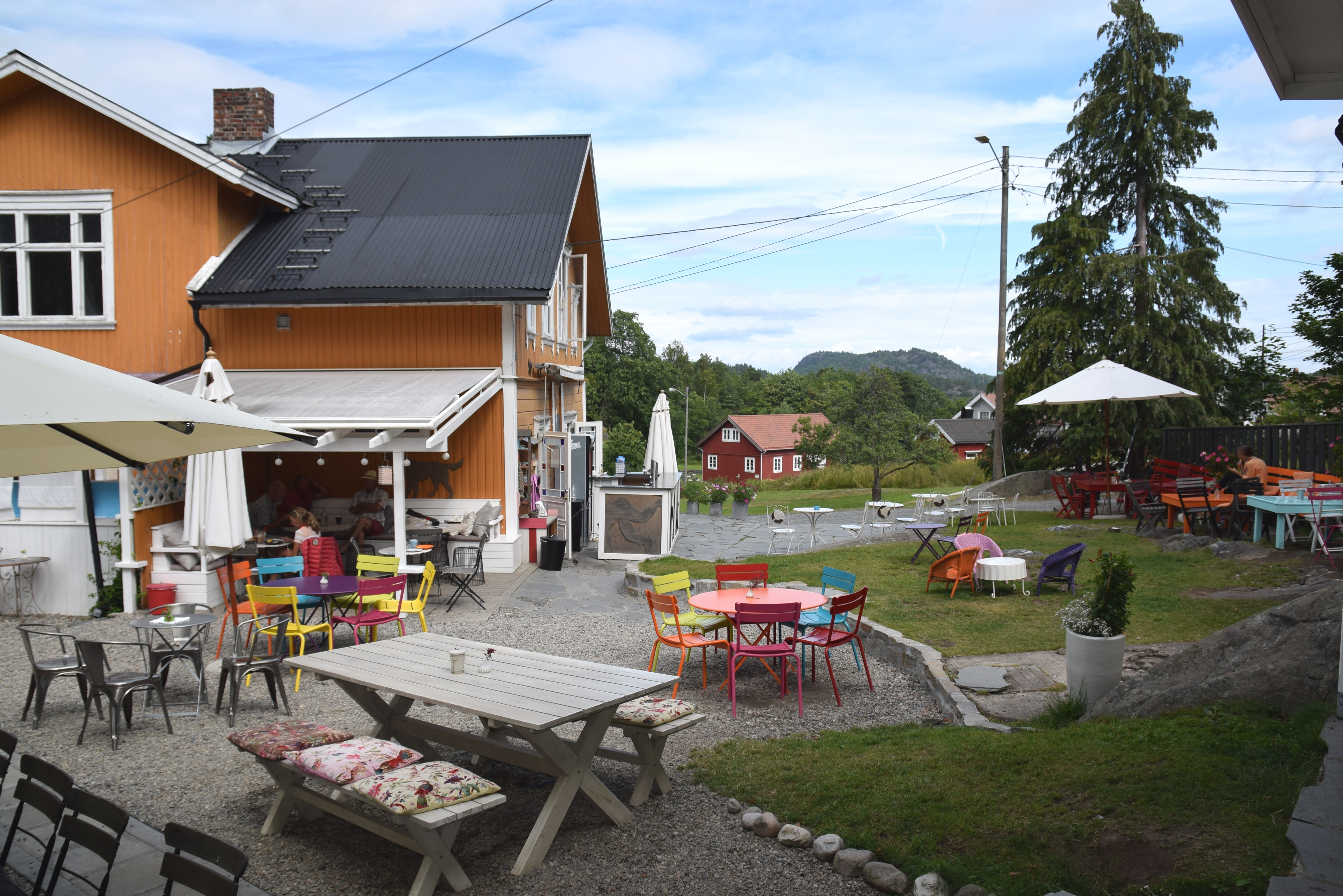
Café de Skåtøy
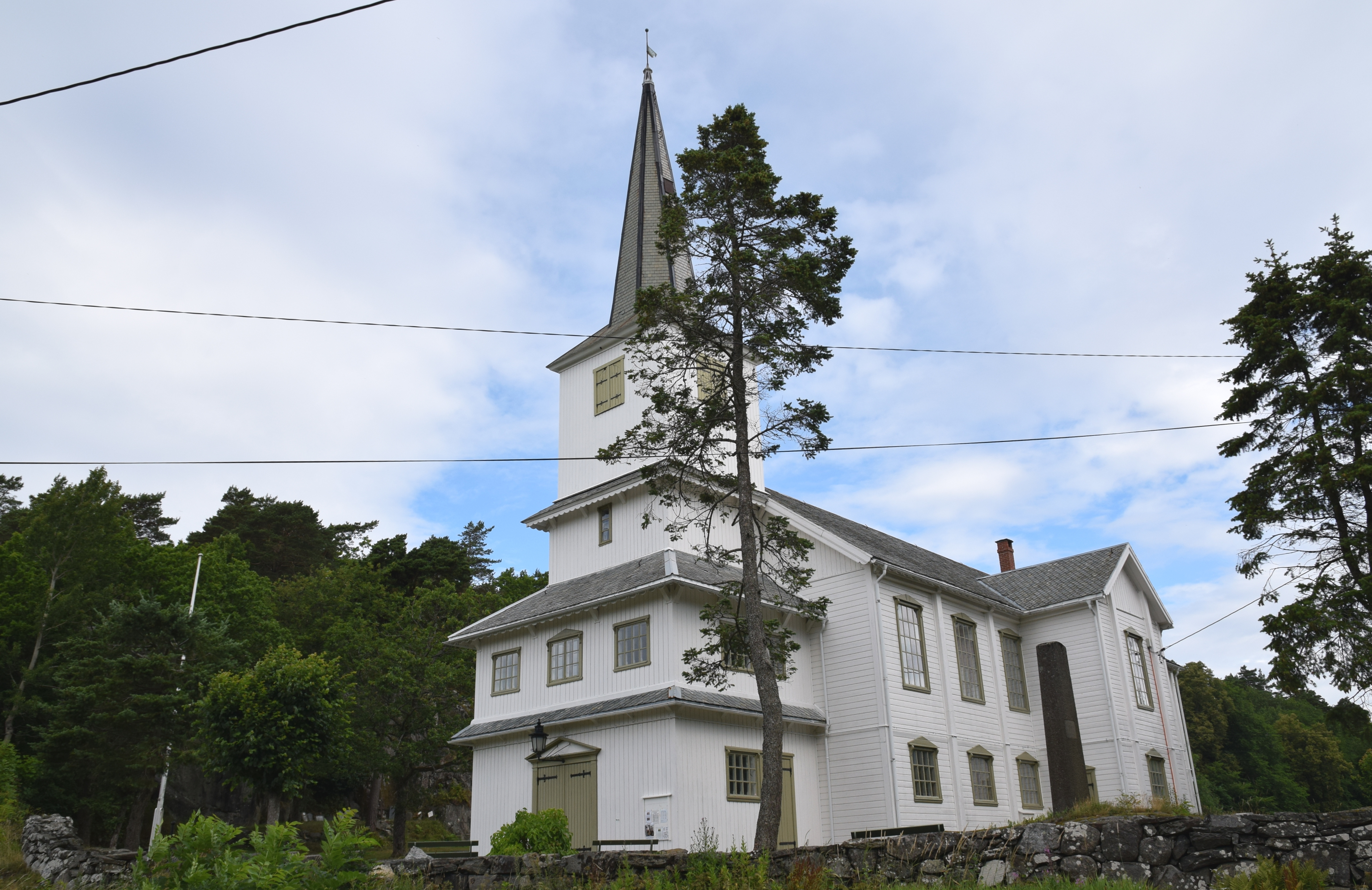
Eglise de Skåtøy
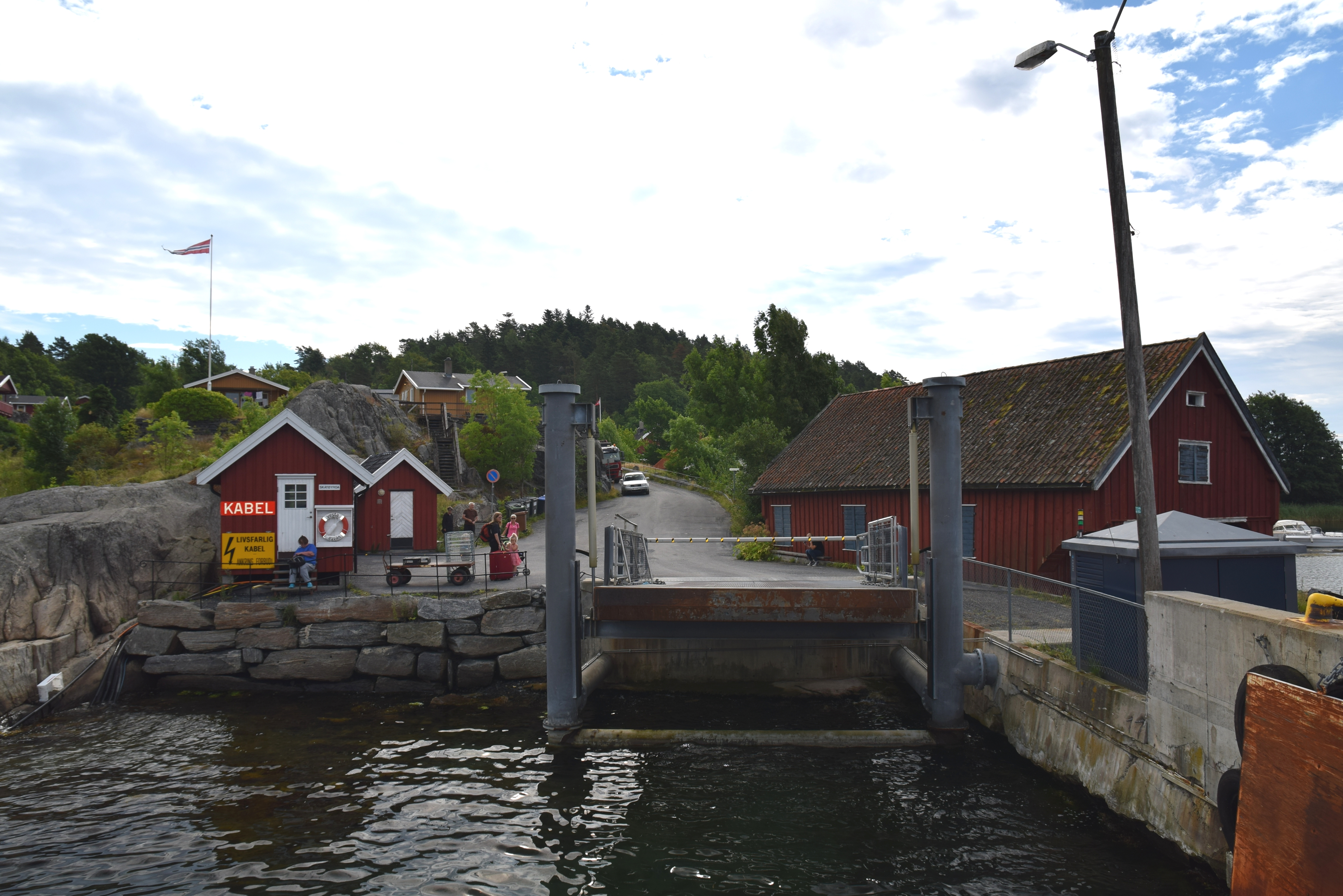
Quai du Ferry

### Webographie
- Ressource relative à la géographie :   - Sentralt stadnamnregister
- Notice dans un dictionnaire ou une encyclopédie généraliste :   - Store norske leksikon
- Notices d'autorité :   - VIAF
  - LCCN
  - WorldCat